# René Wolff
René Wolff (Erfurt, Turíngia, 4 d'abril de 1987) és un ciclista alemany, ja retirat, especialista en pista. El 2004 va prendre part en els Jocs Olímpics d'Estiu d'Atenes, on guanyà disputà tres proves del programa de ciclisme. Guanyà la medalla d'or en la prova de velocitat per equips, junt a Jens Fiedler i Stefan Nimke, i la de bronze en la de prova de velocitat individual. També ha aconseguit diferents medalles als Campionats del Món en pista.
Es retirà el maig de 2007 per manca de perspectives i desacords amb la Federació Alemanya de Ciclisme.
El 2010 va ser nomenat entrenador de la selecció neerlandesa de pista per a les disciplines de esprint. El novembre de 2016 prorrogà el seu contracte per quatre anys. L'agost de 2018, després de vuit anys als Països Baixos, es va traslladar a Nova Zelanda, on va ocupar el mateix càrrec fins al desembre de 2021. Va dimitir del seu càrrec després d'uns Jocs Olímpics de Tòquio decebedors. El gener de 2022 va succeir a Hugo Haak com a entrenador nacional d'esprint als Països Baixos.

## Palmarès
- 1995
  -  Campió del món júnior en Velocitat
- 1996
  -  Campió del món júnior en Velocitat
- 1999
  - Campió d'Europa en Velocitat
  - Campió d'Europa sub-23 en Velocitat
- 2001
  -  Campió d'Alemanya en Keirin
- 2003
  -  Campió del món de Velocitat per equips (amb Carsten Bergemann i Jens Fiedler)
  -  Campió d'Alemanya en Keirin
  -  Campió d'Alemanya en Velocitat
  -  Campió d'Alemanya en Velocitat per equips
- 2004
  -  Medalla d'or als Jocs Olímpics d'Atenes en Velocitat per equips (amb Jens Fiedler i Stefan Nimke)
  -  Medalla de bronze als Jocs Olímpics d'Atenes en Velocitat individual
  -  Campió d'Alemanya en Keirin
- 2005
  -  Campió del món de Velocitat

### Resultats a laCopa del Món
- 2001
  - 1r a Ipoh, en Velocitat per equips
- 2002
  - 1r a la Classificació general i a les proves de Monterrey i Moscou, en Velocitat
- 2003
  - 1r a Moscou, en Keirin
  - 1r a Sydney, en Velocitat
- 2004
  - 1r a Moscou, en Velocitat per equips
- 2004-2005
  - 1r a Manchester, en Keirin